# بكارة الشعاب (الحشاشدة)
بكارة الشعاب هو دُوَّار يقع بجماعة صخور الرحامنة، إقليم الرحامنة، جهة مراكش آسفي في المملكة المغربية. ينتمي الدوّار لمشيخة الحشاشدة التي تضم 12 دوار. يقدر عدد سكانه بـ 477 نسمة حسب الإحصاء الرسمي للسكان والسكنى لسنة 2004.

## روابط خارجية
- البوابة الوطنية للجماعات الترابية نسخة محفوظة 12 مارس 2018 على موقع واي باك مشين.
- المندوبية السامية للتخطيط